# La Chapelle-Saint-Sépulcre

La Chapelle-Saint-Sépulcre este o comună în departamentul Loiret din centrul Franței. În 2009 avea o populație de 267 de locuitori.